# Bechet (okręg Aluta)
Bechet – wieś w Rumunii, w okręgu Aluta, w gminie Bobicești. W 2011 roku liczyła 405 mieszkańców.